# دریمز (بازی ویدئویی)
دریمز (به انگلیسی: Dreams) (به فارسی: رویاها) یک بازی ویدئویی سیستم ایجاد بازی بر اساس محتوای تولیدی کاربران است که توسط مدیا مولکول توسعه یافته و سونی اینتراکتیو انترتینمنت آن را در فوریه سال ۲۰۲۰ و به‌طور انحصاری برای کنسول پلی‌استیشن ۴ منتشر کرده است. دیریمز برای اولین بار در طی کنفرانس مطبوعاتی سونی کامپیوتر انترتینمنت در نمایشگاه رسانه و تجارت ای۳ سال ۲۰۱۵ معرفی شد. نسخهٔ بتا بازی قرار بود در سال ۲۰۱۶ عرضه شود، اما با چند سال تأخیر در سال ۲۰۲۰ منتشر شد.